# Antoine Bellier
Antoine Bellier (Ginebra, 18 de octubre de 1996) es un tenista profesional suizo.
Bellier su ranking ATP más alto de singles fue el número 168, logrado el 10 de abril de 2023. Su ranking ATP más alto de dobles fue el número 342, logrado el 17 de abril de 2023.

## Carrera
Bellier hizo su debut en el cuadro principal de la ATP en individual y dobles, en el Torneo de Gstaad 2016 como wildcards.
En 2022, Bellier quien era el No. 303 cuando compitió en el Torneo de Mallorca 2022 registró su segunda victoria ATP sobre Federico Delbonis como clasificado. Fue un paso más allá para derrotar al cuarto cabeza de serie Pablo Carreño Busta y alcanzar su primer cuartos de final ATP. Derrotó a Tallon Griekspoor para llegar a su primera semifinal ATP en su carrera. Se convirtió en el semifinalista con el ranking más bajo desde el No. 335 Juan Manuel Cerundolo en 2021 en Córdoba.

## Títulos en Challengers (3; 2+1)
| Leyenda             | Individuales | Dobles |
| ------------------- | ------------ | ------ |
| ATP Challenger Tour | 2            | 1      |

### Individuales (2)
| N.º | Fecha                  | Torneo                        | Superficie    | Oponentes           | Resultado              |
| --- | ---------------------- | ----------------------------- | ------------- | ------------------- | ---------------------- |
| 1.  | 17 de abril de 2022    | Challenger de San Luis Potosí | Tierra batida | Renzo Olivo         | 6-7(2), 6-4, 7-5       |
| 2.  | 5 de noviembre de 2023 | Challenger de Ismaning        | Carpet (i)    | Maximilian Marterer | 7-6(5), 6-7(5), 7-6(6) |

### Dobles (1)
| N.º | Fecha              | Torneo                 | Superficie    | Compañero       | Oponentes en la final            | Resultado   |
| --- | ------------------ | ---------------------- | ------------- | --------------- | -------------------------------- | ----------- |
| 1.  | 13 de mayo de 2022 | Challenger de Shymkent | Tierra batida | Gabriel Décamps | Sebastian Fanselow Kaichi Uchida | 7-6(3), 6-3 |